# Górscy ratownicy
Górscy ratownicy (niem. Die Bergwacht (2009–2010), Die Bergretter (od 2012)) – niemiecko-austriacki serial telewizyjny emitowany na kanałach ZDF i ORF 2 od 2009 roku.
W Polsce serial emitują bądź emitowały Romance TV oraz TVP2. Odcinki są rozdzielane po 45 i emitowane jako 2 części ponieważ w oryginale trwają 90 minut. Na TVP VOD odcinki są dodawane w zakładce Seriale -> Górscy Ratownicy.

## Fabuła
Andreas Marthaler (Martin Gruber) uprawia ekstremalną wspinaczkę górską i zamierza otworzyć własną szkołę wspinaczkową w Stanach Zjednoczonych wraz ze swoją narzeczoną, Sarah (Stephanie Stumph). Przed wyjazdem pojawia się na weselu swojego najlepszego przyjaciela i lidera ratownictwa górskiego Stefana Hofera (Stefan Murr). Dzień po ślubie w górach dochodzi do tragicznego wypadku, w wyniku którego ginie Stefan, który przed śmiercią prosi Andreasa, by zaopiekował się jego żoną Emilią (Stefanie von Poser) i dwójką dziećmi. Zaistniała sytuacja nie jest łatwa dla Andreasa i jego dziewczyny, jednak postanawia zostać w Ramsau i zacząć pracę w górskim pogotowiu ratowniczym i wkrótce zostaje szefem górskiego zespołu ratowniczego.
Wkrótce Andreas ginie podczas akcji ratunkowej małej dziewczynki. Zgodnie z jego życzeniem Markus Kofler (Sebastian Ströbel) zostaje szefem zespołu, który początkowo ma takie trudności, ponieważ Markus był z Andreasem w chwili jego śmierci. 

## Tytuł
Pierwszy tytuł "Die Bergwacht" użyty przez stację ZDF spotkał się z ostrą krytyką w Austrii ze strony Austriackiej Służby Ratownictwa Górskiego. Stwierdzono między innymi, że nazwa "Bergwacht" była używana w Austrii tylko do 1945 roku. Skrytykowano również, że pomimo złej nazwy zostanie użyte prawdziwe logo. Pomimo tego, iż stacja ZDF początkowo nie chciała zmienić nazwy serialu ze względu na telewidzów w Niemczech, gdzie słowo "Bergretter" nie istniało, ostatecznie podjęła decyzję o zmianie nazwy serialu na "Die Bergretter".

## Obsada
| Aktor               | Rola | Odcinki           | Status               |
| ------------------- | --- | ----------------- | -------------------- |
| Martin Gruber       | Andreas Marthaler †, szef górskiego zespołu ratowniczego, zginął podczas akcji ratunkowej, narzeczony Sarah Kraus                   | 1–38              | 2009–2014            |
| Sebastian Ströbel   | Markus Kofler, szef górskiego zespołu ratowniczego, następca Andreasa                                                               | 38–               | 2014–                |
| Markus Brandl       | Tobias Herbrechter, ratownik górski, syn Petera, przyrodni brat Kathariny                                                           | 1–64, 84-         | 2009–2019, 2023–     |
| Stephan Zinner      | Toni Stössel, ratownik górski, właściciel sklepu                                                                                    | 1–4 (#1)          | 2009                 |
| Martin Klempnow     | Toni Stössel, ratownik górski, właściciel sklepu                                                                                    | 5–40 (#2)         | 2010–2015            |
| Mirko Lang          | Ben Marasek, ratownik górski, przejął sklep po Tonim                                                                                | 41–57             | 2015–2018            |
| Paula Paul          | Bea Kleinert, sanitariuszka górskiego zespołu ratowniczego, potem położna i członek górskiego zespołu ratowniczego                  | 1–23, 27–32       | 2009–2014            |
| Simone Hanselmann   | Jessika Kofler, sanitariuszka górskiego zespołu ratowniczego po Bea, siostra Emilii Hofer                                           | 24–26             | 2013                 |
| Luise Bähr          | Katharina Strasser, sanitariuszka górskiego zespołu ratowniczego po Jessice, przyrodnia siostra Tobiasa                             | 34–               | 2014–                |
| Robert Lohr         | Michael Dörfler, pilot helikoptera                                                                                                  | 1–                | 2009–                |
| Michael Pascher     | Rudi, technik na lotnisku dla śmigłowców, jest członkiem i informatorem górskiego zespołu ratowniczego podczas operacji             | 5–                | 2010–                |
| Heinz Marecek       | Franz Marthaler, ojciec Andreasa Marthalera                                                                                         | 1–83              | 2009–2021            |
| Stephanie Stumph    | Sarah Kraus †, narzeczona Andreasa Marthalera                                                                                       | 1–20              | 2009–2012            |
| Stefan Murr         | Stefan Hofer †, były szef górskiego zespołu ratowniczego                                                                            | 1                 | 2009                 |
| Stefanie von Poser  | Emilie Hofer, wdowa po Stefanie Hoferze, żona Tobiasa Herbrechtera                                                                  | 1–63, 76-         | 2009–2018, 2021–     |
| Stefanie Robotka    | Hanna Hofer, córka Hoferów | 1–26              | 2009–2013            |
| Antonia Wiedemann   | Hanna Hofer, córka Hoferów | 33–44, 45, 57, 63 | 2014–2016, 2018      |
| Dustin Raschdorf    | Lukas Hofer, syn Hoferów | 1–44              | 2009–2015            |
| Adrian Bräunig      | Lukas Hofer, syn Hoferów | 45, 57, 63        | 2016, 2018           |
| Lisa Kreuzer        | Maria Marthaler, siostra Franza Marthalera, ciotka Andreasa                                                                         | 1–16              | 2009–2010            |
| Michael König       | Peter Herbrechter, burmistrz, hotelarz, ojciec Tobiasa i Kathariny                                                                  | 1–46, 53–83       | 2009–2016, 2017–2021 |
| Martin Leutgeb      | Gert Holzer, policjant w Ramsau | 29–               | 2014–                |
| Peter Mitterrutzner | August Bichlmeier, rolnik w Ramsau                                                                                                  | 1, 6–7            | 2009–2010            |
| Alexa Wiegandt      | Pani Schaller, pracownik banku | 3, 7–8, 10        | 2009–2010            |
| Angela Ascher       | Theresa Prechtl, była kochanka Stefana Hofera                                                                                       | 7–8               | 2010                 |
| Eva Maria Gintsberg | Doktor Schwarz (Sezon 1)/Doktor Theissen (Sezon 2)                                                                                  | 1–6               | 2009–2010            |
| Gundula Niemeyer    | Doktor Verena Auerbach | 17–75             | 2012–2021            |
| Isabell Tuengerthal | Marion Dörfler, żona Michaela | 5–8               | 2010                 |
| Lisa Reuter         | Anne Dörfler, córka Michaela | 7–8               | 2010                 |
| Florian Panzner     | Johannes „Joss“ Kraus, brat Sarah                                                                                                   | 20                | 2012                 |
| Sebastian Schwab    | Johannes „Joss“ Kraus, brat Sarah                                                                                                   | 22–23             | 2013                 |
| Julia-Maria Köhler  | Lisa Meixner, kochanka Markusa Koflera                                                                                              | 39, 41, 48–63     | 2015–2019            |
| Mia-Sophie Ballauf  | Mia Steiner Pflegekind von Markus, córka Carolin Steiner                                                                            | 51–75             | 2017–2021            |
| Maxi Warwel         | Jessica Pollath, główny komisarz w Schladming                                                                                       | 51–83             | 2017–2021            |
| Ferdinand Seebacher | Simon Plattner, ratownik i członek górskiego zespołu ratowniczego, chłopak Jessiki, po jej śmierci odchodzi z ratownictwa górskiego | 58-83             | 2018-2021            |

## Przegląd sezonów
| Sezon      | Tytuł          | Liczba odcinków   | Liczba odcinków   | Liczba odcinków   | Liczba odcinków   | Liczba odcinków   | Liczba odcinków   | Pierwsza emisja (ZDF) | Pierwsza emisja (ZDF) | Pierwsza emisja (Romance TV) | Pierwsza emisja (Romance TV) |
| Sezon      | Tytuł          | Oryginalnie       | Oryginalnie       | Polska            | Polska            | Polska            | Polska            | Pierwsza emisja (ZDF) | Pierwsza emisja (ZDF) | Pierwsza emisja (Romance TV) | Pierwsza emisja (Romance TV) |
| Sezon      | Tytuł          | Oryginalnie       | Oryginalnie       | Romance TV        | Romance TV        | TVP2              | TVP2              | Premiera              | Finał                 | Premiera                     | Finał                        |
| ---------- | -------------- | ----------------- | ----------------- | ----------------- | ----------------- | ----------------- | ----------------- | --------------------- | --------------------- | ---------------------------- | ---------------------------- |
| 1          | Die Bergwacht  | 4                 | 1–4               | 4                 | 1–4               | 4                 | 1–4               | 26 listopada 2009     | 10 grudnia 2009       | 4 czerwca 2018               | 7 czerwca 2018               |
| 2          | Die Bergwacht  | 12                | 5–16              | 12                | 5–16              | 12                | 5–16              | 7 października 2010   | 23 grudnia 2010       | 8 czerwca 2018               | 25 czerwca 2018              |
| 3          | Die Bergretter | 5                 | 17–21             | 10                | 1–10              | 10                | 17–26             | 12 stycznia 2012      | 9 lutego 2012         | 26 czerwca 2018              | 9 lipca 2018                 |
| 4          | Die Bergretter | Odcinek specjalny | Odcinek specjalny | Odcinek specjalny | Odcinek specjalny | Odcinek specjalny | Odcinek specjalny | 2 stycznia 2013       | 2 stycznia 2013       | 22 grudnia 2018              | 22 grudnia 2018              |
| 4          | Die Bergretter | 5                 | 22–26             | 10                | 11–20             | 10                | 27–36             | 3 stycznia 2013       | 31 stycznia 2013      | 10 lipca 2018                | 23 lipca 2018                |
| 5          | Die Bergretter | 6                 | 27–32             | 12                | 21–32             | 12                | 37–48             | 13 marca 2014         | 24 kwietnia 2014      | 24 lipca 2018                | 8 sierpnia 2018              |
| 6          | Die Bergretter | 6                 | 33–38             | 12                | 33–44             | 12                | 49–60             | 6 listopada 2014      | 18 grudnia 2014       | 9 sierpnia 2018              | 27 sierpnia 2018             |
| 7          | Die Bergretter | 6                 | 39–44             | 12                | 45–56             | 12                | 61–72             | 5 listopada 2015      | 10 grudnia 2015       | 28 sierpnia 2018             | 12 września 2018             |
| 8          | Die Bergretter | 6                 | 45–50             | 12                | 57–68             | 12                | 73–84             | 17 listopada 2016     | 22 grudnia 2016       | 13 września 2018             | 28 września 2018             |
| 9          | Die Bergretter | 6                 | 51–56             | 12                | 69–80             | 12                | 85–96             | 9 listopada 2017      | 28 grudnia 2017       | 1 października 2018          | 16 października 2018         |
| 10         | Die Bergretter | 7                 | 57–63             | 14                | 81–96             | 14                | 97–110            | 15 listopada 2018     | 27 grudnia 2018       | 23 kwietnia 2019             | 10 maja 2019                 |
| 11         | Die Bergretter | 7                 | 64–70             | 14                | 97–108            | 14                | 111–124           | 7 listopada 2019      | 19 grudnia 2019       | 18 maja 2020                 | 4 czerwca 2020               |
| 12         | Die Bergretter | 5                 | 71–75             | 5/10              | 109–118           | 10                | 125–134           | 12 listopada 2020     | 10 grudnia 2020       | 30 czerwca 2021              | 28 lipca 2021                |
| 13         | Die Bergretter | 8                 | 76–83             | 16/8              | 119–134           | 6                 | 135–146           | 18 listopada 2021     | 6 stycznia 2022       | 18 marca 2022                | 8 kwietnia 2022              |
| Odc. spec. | Die Bergretter | 1                 | –                 | 2/1               | 135–136           | 2                 | 147–148           | 17 listopada 2022     | 17 listopada 2022     | 30 października 2023         | 31 października 2023         |
| 14         | Die Bergretter | 6                 | 84–89             | 12/6              | 137–148           | 12                | 149–160           | 2 marca 2023          | 13 kwietnia 2023      | 1 listopada 2023             | 16 listopada 2023            |
| 15         | Die Bergretter | 6                 | 90–95             | 6                 | 149–154           | –                 | –                 | 16 listopada 2023     | 28 grudnia 2023       | 2 września 2024              | 9 września 2024              |
| 16         | Die Bergretter | 5                 | 96–100            | –                 | –                 | –                 | –                 | 7 listopada 2024      | 12 grudnia 2024       | –                            | –                            |

## Produkcja
Axel de Roche wyreżyserował cztery pierwsze odcinki pierwszego sezonu, a w kolejnych odcinkach reżyserował kilkakrotnie razem z Matthiasem Koppem. Reżyserzy: Dirk Pientka, Sebastian Sorger, Felix Herzogenrath, Roland Leyer, Oliver Dommenget, Jorgo Papavassilliou, Jakob Schäuffelen, Axel Barth.
Serial został nakręcony w oryginalnych miejscach w Ramsau am Dachstein, nad rzeką Anizą, w górach Dachstein, w zamku Pichlarn (w serialu hotel Herbrechtera, częściowo także w Górnej Austrii, kraju związkowym Salzburg oraz w dolinie górskiej Kaunertal.
Od stycznia 2013 roku odcinki serialu są również emitowane w radiu.

## DVD
Do tej pory następujące sezony serii zostały wydane lub ogłoszone na płytach DVD:
| Tytuł                       | Data wydania | Czas trwania | Liczba płyt | Wydawca                    |
| --------------------------- | ------------ | ------------ | ----------- | -------------------------- |
| Górscy ratownicy – Sezon 1  | 01.10.2010   | 175 minut    | 1           | Universum Film             |
| Górscy ratownicy – Sezon 2  | 03.02.2012   | 528 minut    | 3           | Universum Film             |
| Górscy ratownicy – Sezon 3  | 06.09.2013   | 444 minut    | 2           | Universum Film             |
| Górscy ratownicy – Sezon 4  | 20.12.2013   | 442 minut    | 2           | Universum Film             |
| Górscy ratownicy – Sezon 5  | 29.08.2014   | 531 minut    | 2           | Universum Film             |
| Górscy ratownicy – Sezon 6  | 27.02.2015   | 531 minut    | 2           | Universum Film             |
| Górscy ratownicy – Sezon 7  | 27.05.2016   | 540 minut    | 2           | Studio Hamburg Enterprises |
| Górscy ratownicy – Sezon 8  | 13.01.2017   | 540 minut    | 2           | Studio Hamburg Enterprises |
| Górscy ratownicy – Sezon 9  | 16.02.2018   | 540 minut    | 2           | Studio Hamburg Enterprises |
| Górscy ratownicy – Sezon 10 | 22.02.2019   | 630 minut    | 3           | Studio Hamburg Enterprises |
| Brak informacji             | -            | -            | -           | -                          |

## Nagrody
- 2019: Nominacja do Goldene Kamera w kategorii Nagroda Publiczności – Najlepszy Serial Cotygodniowy[10]